# Azucena 7ma. Sección
Azucena 7ma. Sección är en ort i Mexiko.   Den ligger i kommunen Cárdenas och delstaten Tabasco, i den sydöstra delen av landet, 600 km öster om huvudstaden Mexico City. Azucena 7ma. Sección ligger 11 meter över havet och antalet invånare är 458.
Terrängen runt Azucena 7ma. Sección är mycket platt. Runt Azucena 7ma. Sección är det ganska tätbefolkat, med 129 invånare per kvadratkilometer. Närmaste större samhälle är Poblado C-11 José María Morelos y Pavón, 10,6 km sydost om Azucena 7ma. Sección. Trakten runt Azucena 7ma. Sección består till största delen av jordbruksmark.